# Miguel Ángel Soto Arenas
Miguel Ángel Soto Arenas (Torreón, 12 de julio de 1963 - 27 de agosto de 2009) fue un botánico mexicano, experto en la familia de las orquídeas del neotrópico y, en particular, de las vainillas. Realizó extensas expediciones botánicas colectando más de 11.000 ejemplares en México, Guatemala, Costa Rica, Brasil, habiendo recolectado 150 espécimen tipo.
Entre 1982 y 1987 hace su licenciatura en Biología, en la Facultad de Ciencias, UNAM, México, D.F. realizando su tesis de licenciatura sobre las orquídeas de Bonampak, Chiapas. Y en 1999 defiende su Maestría en Ciencias (Biología Vegetal), allí.
Desarrolló su actividad científica como "investigador a tiempo completo (full time), en el "Instituto de Biología", del "Departamento de Botánica".
Fue asesinado en su casa en el curso del robo a su camioneta.

## Algunas publicaciones
- miguel ángel Soto Arenas. 2006. La vainilla: retos y perspectivas de su cultivo. Biodiversitas 66: 1-9
- --------------------------------. 1986. “Orquídeas de Bonampak, Chiapas”. Orquídea (Ciudad de México) 10(1): 113-132

### Libros
- gerardo a. Salazar, miguel ángel Soto Arenas. 1996. El género Lepanthes Sw. en México. Volumen 14 de Orquídea (Ciudad de México, México : 1971) Editor Asociación Mexicana de Orquideología, 231 pp.

## Honores
Presidente de
- Comité Organizador de Exporquídea Xalapa 1993
- Comisión Latinoamericana de Orquideología: C.L.O. 1991-1993

Editor de
- Revista Orquídea (Ciudad de México) de 1985 a su deceso
- Algunos volúmenes de los Icones Orchidacearum (México)

## Eponimia
Género
- (Orchidaceae) Sotoa Salazar[3]

Especies
| - (Alstroemeriaceae) Alstroemeria sotoana Phil. - (Asteraceae) Perymenium sotoarenasii Rzed. & Calderón - (Dryopteridaceae) Ctenitis sotoana A.Rojas - (Mimosaceae) Acaciella sotoi L.Rico - (Orchidaceae) Acianthera sotoana Solano - (Orchidaceae) Comparettia sotoana Pupulin & G.Merino - (Orchidaceae) Crossoglossa sotoana Pupulin & Karremans - (Orchidaceae) Epidendrum sotoanum Karremans & Hágsater - (Orchidaceae) Lepanthes sotoana Pupulin, Bogarín & C.M.Sm. | - (Orchidaceae) Lepanthes arenasiana Bogarín & Mel.Fernández - (Orchidaceae) Masdevallia sotoana H.Medina & Pupulin - (Orchidaceae) Maxillaria sotoana Carnevali & Gómez-Juárez - (Orchidaceae) Mormodes sotoana Salazar - (Orchidaceae) Myoxanthus sotoanus Pupulin, Bogarín & Mel.Fernández - (Orchidaceae) Porroglossum miguelangelii G.Merino, A.Doucette & Pupulin - (Orchidaceae) Sobralia sotoana Dressler & Bogarín - (Orchidaceae) Stelis sotoana Solano - (Orchidaceae) Stelis sotoarenasii Solano - (Orchidaceae) Lepanthes sotoi Archila |